# Milan Milovanović (koszykarz)
Milan Milovanović (cyr. Милан Миловановић; ur. 7 września 1991 w Niszu) – serbski koszykarz występujący na pozycji środkowego.
27 czerwca 2017 został zawodnikiem Polpharmy Starogard Gdański. 14 czerwca 2018 podpisał umowę z Treflem Sopot. 13 czerwca 2019 opuścił klub. 30 lipca dołączył do Anwilu Włocławek. 15 listopada zawarł kontrakt z Legią Warszawa.

## Osiągnięcia
Stan na 6 lipca 2020, na podstawie, o ile nie zaznaczono inaczej.
Drużynowe
- Wicemistrz:
  - Serbii (2013)
  - ligi adriatyckiej (2013)
  - Bułgarii (2015)
- Zdobywca:
  - pucharu Serbii (2013)
  - superpucharu Polski (2019)[7]
- Finalista pucharu Serbii (2011, 2014)

Indywidualne
- MVP:
  - miesiąca EBL (luty 2018)[8]
  - 4. kolejki ligi serbskiej KLS (2016/17)

Reprezentacja
- Uczestnik:
  - mistrzostw Europy U–20 (2011 – 13. miejsce)
  - uniwersjady (2015 – 9. miejsce)